# Chen Qiufan
Chen Qiufan, noto anche con lo pseudonimo di Stanley Chan (陈楸帆S; Shantou, 30 novembre 1981), è uno scrittore di fantascienza cinese, vincitore di diversi premi del settore.

## Biografia
Nato a Shantou, nella regione del Guangdong, si è laureato in arte e in letteratura all'Università di Pechino. Successivamente ha studiato marketing anche alla Hong Kong University and Tsinghua University iniziando a lavorare per Baidu e la succursale cinese di Google.
Debutta come scrittore nei primi anni 2000 pubblicando racconti di fantascienza sulle principali riviste cinesi del settore tra cui Kehuan shijie, i suoi lavori hanno vinto diversi premi, tra cui il Galaxy Award cinese e il Nebula cinese permettendogli di essere pubblicato anche sulle principali riviste in lingua inglese, tra cui The Magazine of Fantasy and Science Fiction, MIT Technology Review, Clarkesworld, Year's Best SF, Interzone.

## Opere
Romanzi
- Marea tossica (荒潮, 2013), pubblicato in italiano nel 2020 da Arnoldo Mondadori Editore nella collana Oscar Fantastica. Nel 2023 è stato pubblicato sul numero 1715 della collana Urania da Arnoldo Mondadori Editore.

- Future disease (未来病史, 2015)
- The algorithm of life (2019)

Raccolte di racconti
- L'eterno addio, pubblicato in italiano nel 2018 da Future Fiction
  - Buddhagram
  - I pesci di Lijang
  - Il fiore di Shazui
  - Gli osservatori di animali
  - La società dello smog
  - L'eterno addio
  - Miss G
  - Storia futura delle malattie